# 국가항공우주기술총국

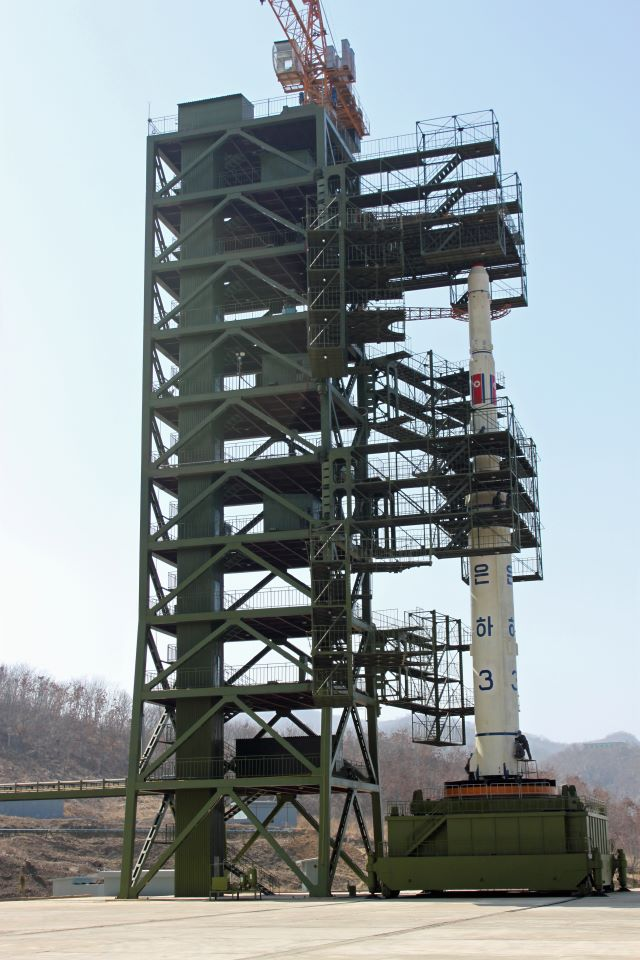
2012년 4월 8일 서해의 은하 3호 로켓

국가항공우주기술총국(國家航空宇宙技術總局, NADA, National Aerospace Development Administration)은 조선민주주의인민공화국의 우주개발기구이다.

## 연혁
- 2009년: 조선우주공간기술위원회 설립[1]
- 2013년 4월 1일: 국가우주개발국(國家宇宙開發局) 승격
- 2023년 9월 27일: 국가항공우주기술총국 승격

## 역사
로고는 평양미술대학교 출신 정은정 미술가가 2013년에 제작하였다고 알려져 있다. 엠블럼은 아래에 흰색 한글로 국가우주개발국이라는 단어가 있는 진한 파란색 지구본, 상단에 하늘색 글씨로 조선민주주의인민공화국, 큰곰 자리 별자리, 중간에 흰색 글자로 된 NADA와 위성 궤도와 모든 위성 궤도에서의 위치 의도를 상징하는 두 개의 밝은 파란색 고리. 로고는 기관의 "성격, 사명, 위치 및 발전 전망"을 나타내는 것으로 설명되었다. 큰곰 자리는 북한을 우주 강국으로 상징하고 영화롭게 하기 위하고 있다고 표방한다.

## 역대 총국장
- 유철우
- 류상훈

## 조직
- 우주과학연구원[3]
- 위성연구센터[4]

## 우주 발사체
| 인공위성         | 발사날짜 (UTC)   | 로켓               | 발사장                                   | 상태 | 목적                                                  |
| 광명성 1호       | 1998년 8월 31일  | 백두산(대포동 1호) | 동해 위성 발사장(무수단리 미사일 발사장) | 실패 | 기술 실험 위성                                        |
|                  | 2006년 7월 4일   | 은하(대포동 2호)   | 동해 위성 발사장(무수단리 미사일 발사장) | 실패 | 로켓 실험 (2006년 조선민주주의인민공화국 미사일 발사) |
| 광명성 2호       | 2009년 4월 5일   | 은하 2호           | 동해 위성 발사장(무수단리 미사일 발사장) | 실패 | 통신위성                                              |
| 광명성 3호       | 2012년 4월 13일  | 은하 3호           | 서해 위성 발사장(동창리 미사일 발사장)   | 실패 | 지구 관측 위성                                        |
| 광명성 3호 2호기 | 2012년 12월 12일 | 은하 3호           | 서해 위성 발사장(동창리 미사일 발사장)   | 성공 | 지구 관측 위성                                        |
| 광명성 4호       | 2016년 2월 7일   | 광명성 로켓        | 서해 위성 발사장(동창리 미사일 발사장)   | 성공 | 지구 관측 위성                                        |
| 만리경-1         | 2023년 5월 31일  | 천리마-1           | 서해 위성 발사장(동창리 미사일 발사장)   | 실패 | 정찰 위성                                             |
| 만리경-1         | 2023년 11월 21일 |                    | 서해 위성 발사장(동창리 미사일 발사장)   | 성공 | 정찰 위성                                             |

### 백두산-1
북한 최초의 궤도 우주 발사체인 백두산-1은 서부의 대포동-1이라는 목성-1 ICBM을 기반으로 한다.

### 은하-1, 은하-2, 은하-3, 광명성 (은하-4)
한국의 KSLV-I와 경쟁하도록 설계되었다. 은하-1, 은하-2, 은하-3, 은하-4 (광명성)는 부분적으로 목성-2 ICBM (서방에서는 대포동-2 장거리 탄도 미사일로 알려짐)과 동일한 전달 시스템을 사용한다.

### 은하-9
한국의 KSLV-II와 경쟁하도록 설계되어 GSO에 1 톤을 넣을 수 있다. 목성-3 ICBM (서부에서는 대포동-3 장거리 탄도 미사일로 알려짐)과 동일한 전달 시스템을 부분적으로 활용한다.

### 유인 은하
한국의 KSLV-III와 경쟁 할 수 있도록 설계된 제품은 LEO에 8톤을 넣을 수 있다. 중국 CZ-2F와 유사하게, 추가 스트랩 온 부스터가 있는 상향 등급 은하-9를 기반으로 한 버전은 이륙 추력을 두 배로 늘려 유인 캡슐 우주선 배치에 적합하다.

### 고체 연료 발사기
동해 발사 단지 3 단지에 10m 화염 배기통의 직경이 완공되지 않았던 것을 기준으로, 직경 4.5m의 더 큰 부스터는 이란 고체 추진제 캄에 상응하는 최초의 발사를 기다리고 있다.

## 같이 보기
- 나로우주센터
- 미국 항공우주국 (NASA)
- 러시아 연방 우주국
- 중국국가항천국 (CNSA)
- 유럽 우주국 (ESA)
- JAXA (일본 우주기구)
- 앙가라 로켓
- 한국항공우주연구원 (KARI)